# Roc de la Sargantalla
El Roc de la Sargantalla és una muntanya de 1.383 metres que es troba al municipi del Pont de Bar, a la comarca de l'Alt Urgell.